# Шентюр

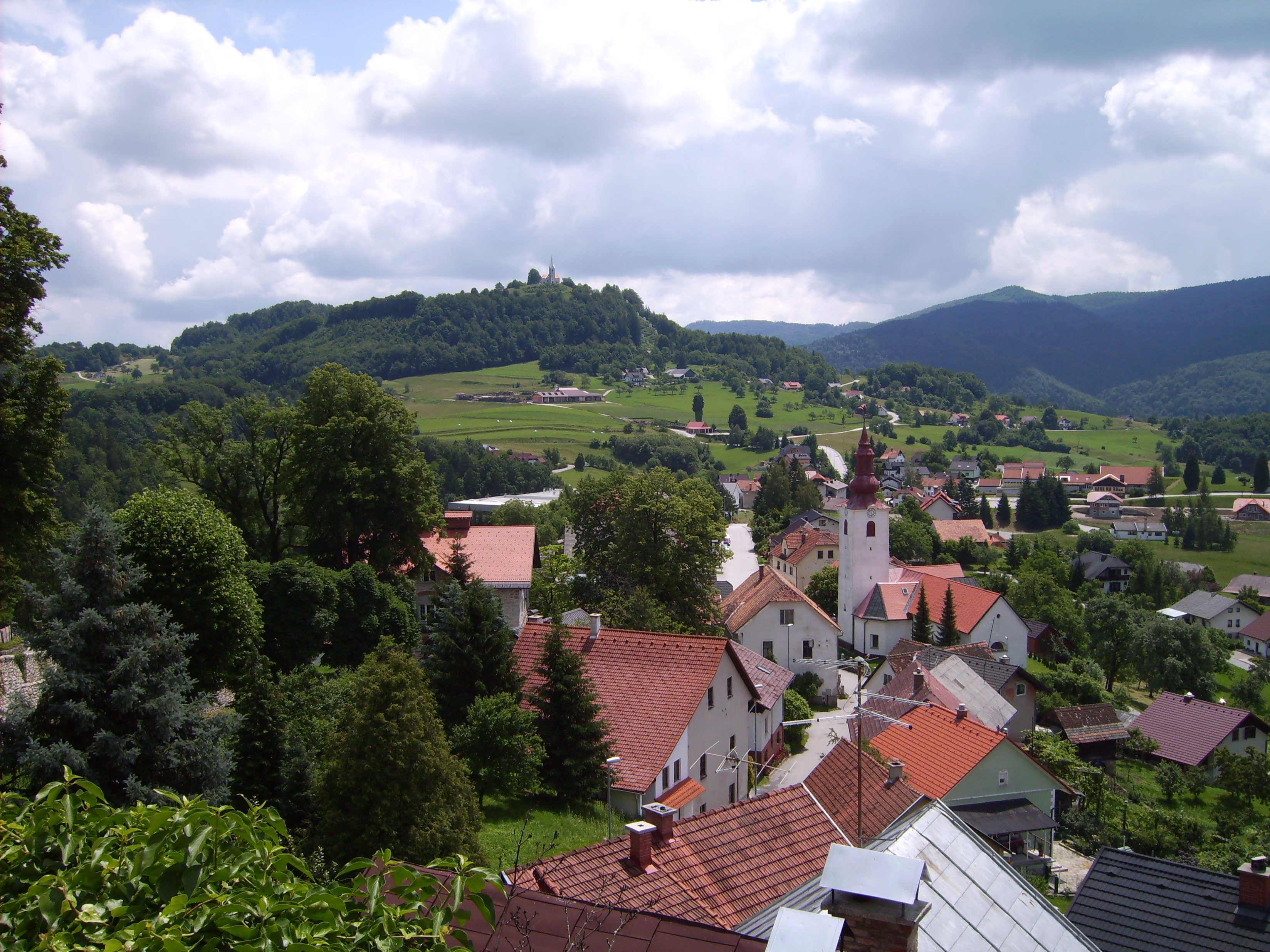
Вид города

Шентюр (словен. Šentjur; нем. Sankt Georgen bei Cilli) — город региона Савиньска в восточной Словении. Входил в состав исторической области Нижняя Штирия. Административный центр одноименного округа (общины). Расположен на реке Воглайна в 11 км от г. Целе.
Население — 4723 жителей (2002).

## История
Первоначально назывался Святого Юрия (Георгия) при Целе (слов. Sveti Jurij pri Celju), в 1952 — был переименован в Шентюр при Целе (Šentjur pri Celju).
С 1990 носит современное название Шентюр.
Город состоит из двух частей (районов): Верхнего рынка, где сосредоточены средневековые постройки, и Нижней площади, которая возникла после 1846 года, когда в Шентюре была построена Южная железная дорога.

## Достопримечательности
- Музей Южной железной дороги, который находится недалеко от железнодорожного вокзала, в котором хранится богатый архивный материал периода строительства дороги и железнодорожного оборудования.